# -rode

Redendes Wappen von Berlingerode (Eichsfeld)

Und von Dorsten-Rhade

Mehrfach redend: Sierksrade

Das Suffix -rode als Bestandteil von Ortsnamen kennzeichnet einen „Rodungsnamen“. Diese wurden für Orte gewählt, die auf einer gerodeten Fläche entstanden. Die so bezeichneten Orte wurden meist in der Rodungszeit im späten Mittelalter im Hügelland oder Gebirgsvorland gegründet. Eng verwandt sind das Suffix -roda, das ausschließlich südlich des Harzes verbreitet ist, -rade im westfälischen Raum und -reuth, das besonders im vogtländischen Raum verbreitet ist, während -rode gegenüber -roda und -reuth hauptsächlich nördlich dieses Gebirges vorkommt. Im Rheinland und im Bergischen Land entspricht dem -rath. Eine Verknüpfung mit sippschaftsbezogenen Ortsnamen auf -ingen stellt die Endung -ingerode dar. Nicht auf eine Rodung bezieht sich der Name Walsrode, dessen Suffix auf Roding(en) zurückgeht. Im Falle von Rodewisch steht die häufig genutzte Endung am Wortanfang.

## Beispiele
Hessen:
In Hessen sind Orte die auf -rode enden besonders an der Westseite des Kaufunger Waldes, am Meissner, im Knüllgebirge, am Vogelsberg, im westlichen Taunus sowie im Westerwald verbreitet.
- Epterode
- Großalmerode
- Vockerode
- Wellerode

Niedersachsen:
In Niedersachsen ist die Endung -rode besonders am Harz (hier oft als -ingerode) und teilweise im nördlich anliegenden Braunschweiger Land verbreitet. Der Name des nördlicher gelegenen Walsrode ist allerdings aus der älteren Namensschicht auf -ingen entstanden.
- Barienrode
- Beienrode
- Detmerode
- Gliesmarode
- Hülperode
- Immenrode
- Kirchrode
- Marienrode
- Osterode am Harz
- Westerode
- Wülferode

Sachsen-Anhalt:
- Gernrode (Harz)
- Lüttgenrode
- Wernigerode
- Hasserode

Thüringen:
In Thüringen kommt die Endung -rode überwiegend in Nordthüringen, vereinzelt aber auch in Westthüringen (hier parallel zum stark verbreiteten -roda) vor
- Atterode
- Bischofferode
- Brotterode
- Sickerode
- Volkerode